# 第313爆撃団
第313爆撃団（だい313ばくげきだん）はアメリカ陸軍航空軍第20空軍、第21爆撃集団隷下の爆撃団。

## 概要
司令はジョン・R・デーヴィス准将で、基地はテニアンに置かれた。隷下に第6爆撃群、第9爆撃群、第504爆撃群、第505爆撃群、第509爆撃群の五爆撃連隊（Bomber Group）を有し、これは第21爆撃集団に属した爆撃団中最も多い。各爆撃群は三爆撃隊から編成された。

## 隷下部隊
- 第6爆撃群
- 第9爆撃群
- 第504爆撃群
- 第505爆撃群
- 第509爆撃群